# Columna Eixea-Uribe
La Columna Eixea-Uribe va ser una unitat de milícies que va operar al començament de la Guerra Civil Espanyola.
Va ser creada en l'estiu de 1936, després de l'esclat de la guerra civil. Originalment se la va conèixer com a «columna Pérez-Uribe», era manada pel diputat José Antonio Uribes Moreno i amb l'assessoria militar del comandant José Pérez Martínez. Va estar composta per milicians procedents de Conca i València, entre els quals van destacar els afiliats a la JSU. Posteriorment va passar a estar manada pel tinent coronel Manuel Eixea Vilar, adoptant el seu nom definitiu.
La columna va actuar al front de Terol al costat d'altres unitats de milícies. A partir d'agost va intervenir en combat, quedant situada en el sector de Cubla-Villel-Bezas. Al desembre la columna va participar al costat d'altres unitats republicanes en una ofensiva sobre Terol, que va fracassar estrepitosament.
Després de la seva militarització, a partir dels seus efectius es crearien les brigades mixtes 57a i 58a de l'Exèrcit Popular.